# حسگرهای فیبر نوری
فناوری حسگرهای فیبر نوری امکان اندازه‌گیری پارامترهای مختلفی مانند کرنش ، دما و فشار را در محیط‌های مختلف و مکان‌های دور را فراهم می‌کند .

## تقسیم بندی حسگرهای فیبر نوری

### تقسیم بندی بر اساس فرایند مدولاسیون
- شدت
- فاز
- طیف
- قطبش[۱]

#### شدت
حسگرهای مدولاسیون شدت به‌طور کلی به دو دسته خارجی و داخلی تقسیم می‌شوند که در نوع خارجی تغییرات مکانیکی در جلوی فیبر یا بین دو فیبر اندازه‌گیری می‌شود و در نوع داخلی اتلاف ایجاد شده داخل فیبر بر اثر تغییرات فیزیکی اندازه‌گیری می‌شود .

##### نوع عبوری
ساده‌ترین نوع حسگر فیبر نوری خارجی برای مدولاسیون شدت می‌باشد که در آن نور وارد یک فیبر نوری می‌شود و هنگام خروج از فیبر در یک مخروط نوری گسترده می‌شود که زاویه مخروط به اختلاف ضریب شکست هسته و غلاف بستگی دارد . میزان نوری که توسط فیبر دوم جمع‌آوری می‌شود به زاویه پذیرش فیبر دوم و اختلاف فاصله بین دو فیبر بستگی دارد . وقتی که فاصله بین دو فیبر تغییر کند شدت نور جمع‌آوری شده توسط فیبر دوم تغییر می‌کند .

#### فاز
فاز میدان نور توسط اختلالات خارجی می‌تواند تغییر کند بنابراین می‌توان حسگر فیبر نوری بر اساس تغییرات فاز میدان نور ساخت .تغییر فاز با استفاده از ابزارهای تداخل سنجی مانند ماخ زندر ، مایکلسون ، فابری پرو و سگنک به تغییر شدت تبدیل می‌شود.

#### طیف ( بسامد یا طول موج )
حسگرهای فیبر نوری طیفی بر اثر تغییرات محیطی طول موج نور را مدوله می‌کنند . مثال‌هایی از این نوع حسگرهای فیبر شامل تابش جسم سیاه ، جذب ، فلورسانس ، اتالون و توری‌های پاشنده می‌باشند .

#### قطبش
فیبرهای نوری از شیشه ساخته شده اند و ضریب شکست آن‌ها با اعمال تنش و کرنش تغییر می‌کند در خیلی از حالات تنش و کرنش در جهات مختلف متفاوت است بنابراین تغییر ضریب شکست ایجاد شده در جهات مختلف متفاوت است در نتیجه بین جهت‌های قطبش متفاوت یک تغییر فاز ایجاد می‌شود . بنابراین با اندازه‌گیری تغییر حالت قطبش نور خروجی اختلال خارجی ایجاد شده را می‌توان اندازه‌گیری کرد .

### تقسیم بندی بر اساس حسگرهای خارجی و داخلی

#### خارجی
در این حالت نور از فیبر نوری خارج شده و نور تحت تأثیر تغییرات محیطی قرار می‌گیرد و باز نور مدوله شده توسط تغییرات محیط به داخل فیبر فرستاده می‌شود . تغییرات محیطی می‌تواند بر شدت ، فاز ، طول موج یا قطبش نور اثر بگذارد .

#### داخلی
در این حالت نور از فیبر خارج نمی‌شود و تغییرات محیط روی نور داخل فیبر اثر می گذارد .

### تقسیم بندی بر اساس نقاط اندازه‌گیری

#### حسگرهای نقطه به نقطه
در این نوع مانند اکثر حسگرهای الکتریکی یک نقطه در انتهای فیبر نوری مورد اندازه‌گیری قرار می‌گیرد .

#### حسگرهای تسهیم شده ( Multiplexing )
در این نوع چندین نقطه در طول یک فیبر مورد اندازه‌گیری واقع می‌شوند .

#### حسگرهای توزیع شده ( Distributed )
در این نوع هر نقطه‌ای در طول یک فیبر می‌تواند اندازه‌گیری شود .